# Jarosław Stećko
Jarosław Stećko (ukr. Ярослав Стецько, ur. 19 stycznia 1912 w Tarnopolu, zm. 5 lipca 1986 w Monachium) – ukraiński polityk niepodległościowy, działacz nacjonalistyczny, przywódca Organizacji Ukraińskich Nacjonalistów.

## Życiorys
W latach 1929–1934 studiował filozofię i prawo na uniwersytetach we Lwowie i Krakowie, wstąpił do Ukraińskiej Organizacji Wojskowej, od 1932 członek krajowej egzekutywy i referent ideologiczny OUN. Aresztowany w 1934, skazany w 1936 na 5 lat więzienia za działalność w OUN, karę zmniejszoną w wyniku amnestii odbywał do 1937, po uwolnieniu w wyniku kolejnej amnestii wyjechał za granicę.
Po wkroczeniu Wehrmachtu, w tym Batalionu Nachtigall, do Lwowa 30 czerwca 1941 i ogłoszeniu przez działaczy OUN-B deklaracji niepodległości Ukrainy, przystąpił do formowania rządu ukraińskiego. Jedną z pierwszych jego decyzji było wysłanie listu adresowanego bezpośrednio do Adolfa Hitlera, w którym pisał:

W imieniu ludu ukraińskiego i jego rządu [życzę] aby zwieńczył [pan] swoją walkę wiecznym triumfem. [...] W ten sposób umożliwił pan ludowi ukraińskiemu, jako jednemu z pełnoprawnych i wolnych członków europejskiej rodziny ludów [i żyjącym] w swoim suwerennym państwie ukraińskim, odegrać aktywną rolę w realizacji tego planu. [...] Niech żyje Führer i lud niemiecki.

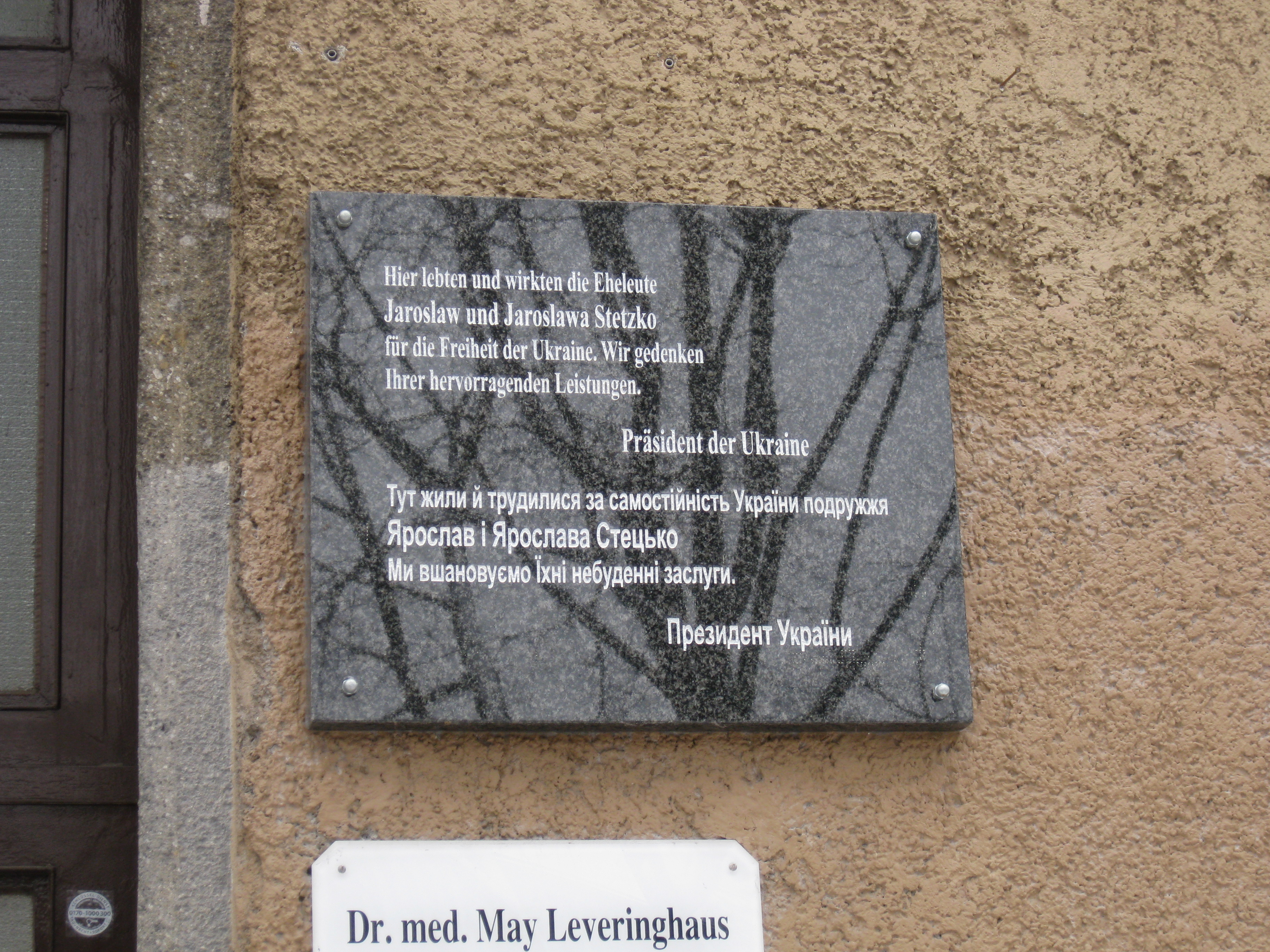
Płyta pamiątkowa poświęcona Jarosławowi Stećce i jego żonie, Monachium

Próby przypodobania się nazistom i współpraca z nimi końcowo okazały się bezowocne. Cały skład rządu został aresztowany przez Niemców. Adolf Hitler był bowiem zdecydowanie przeciwny koncepcji powstania państwa ukraińskiego, planując większość Słowian wymordować, pozostałych zaś  przekształcić w niewolniczą siłę roboczą imperialnej III Rzeszy. 
Stećko został aresztowany 9 lipca 1941 i zawieziony do Berlina, gdzie pozwolono mu z wolnej stopy składać zeznania w Głównym Urzędzie Bezpieczeństwa Rzeszy. W tym czasie napisał dla śledczych swój życiorys, w którym m.in. poparł niemieckie metody eksterminacji Żydów na Ukrainie. 15 lipca 1941 osadzony w więzieniu na Alexanderplatz w Berlinie. Podczas ostatecznych rozmów, prowadzonych we wrześniu 1941 w Berlinie w gmachu byłej ambasady polskiej pomiędzy przedstawicielami Abwehry i OUN (B), zarówno Stepan Bandera, jak i Jarosław Stećko kategorycznie odmówili odwołania deklaracji niepodległości Ukrainy. W konsekwencji po pobycie w więzieniu Moabit Stećko został w początku 1942 roku osadzony w obozie koncentracyjnym Sachsenhausen (oddział dla więźniów specjalnych tzw. Zellenbau, gdzie przebywali m.in. Stefan Rowecki, kanclerz Austrii Kurt Schuschnigg i premier Francji Edouard Daladier). 80% aktywu Organizacji Ukrainskich Nacjonalistów zostało aresztowanych przez Gestapo.
Uwolniony we wrześniu 1944, w związku z decyzją Niemców o formowaniu Ukraińskiej Armii Narodowej. Pod koniec wojny ranny w nalocie USAAF na terenie Czech, podał się w szpitalu za premiera Ukrainy i został zatrzymany przez przejmujących władzę partyzantów, którzy uznali go za kolaboranta. Przed ewentualnym wydaniem w ręce sowieckie uchroniło go uwolnienie przez członków OUN-B.
Po zakończeniu wojny pozostał na emigracji w Monachium – ośrodku uchodźstwa ukraińskiego, gdzie poznał swoją żonę Sławę.
Po zlikwidowaniu Stepana Bandery przez zawodowego zabójcę KGB Bohdana Staszynskiego w 1959 został prowydnykiem (przewodniczącym) OUN na emigracji. Według zeznań Staszynskiego złożonych na procesie, Stećko miał być jego następną ofiarą.
W 1966 roku przyznano mu honorowe obywatelstwo miasta Winnipeg.
Po śmierci Jarosława Stećki, jego dzieło kontynuowała żona, Sława Stećko, stając na czele OUN.